# ФК Милано Куманово
Фудбалски клуб Милано Куманово је фудбалски клуб из Куманова у Северној Македонији, који се од сезоне 2007/08 такмичи у Првој лиги Македоније.

## Састав екипе у сезони 2007/08
| Бр. |                    | Позиција | Играч            |
| --- | ------------------ | -------- | ---------------- |
| 1   | Северна Македонија | Г        | Љупчо Кметовски  |
| 12  | Северна Македонија | Г        | Зоран Марковски  |
| 2   | Северна Македонија | О        | Шингиљ Јашари    |
| 5   | Северна Македонија | О        | Јетон Керими     |
| 6   | Северна Македонија | О        | Лиридон Кукај    |
| 7   | Северна Македонија | О        | Милан Илијевски  |
| 13  | Северна Македонија | О        | Сашо Лазаревски  |
| 19  | Северна Македонија | О        | Фарук Статовци   |
| 21  | Северна Македонија | О        | Зоран Јовановски |
| 4   | Северна Македонија | С        | Сашко Ристов     |
| 6   | Србија             | С        | Саша Стојановић  |

| Бр. |                    | Позиција | Играч                  |
| --- | ------------------ | -------- | ---------------------- |
| 8   | Северна Македонија | С        | Александар Стојановски |
| 10  | Северна Македонија | С        | Оркан Исуфи            |
| 10  | Северна Македонија | С        | Менсур Љимани          |
| 18  | Северна Македонија | С        | Фисник Гаши            |
| 15  | Северна Македонија | С        | Брандо Ердоган         |
| 22  | Северна Македонија | С        | Кемал Аломеровић       |
| 9   | Северна Македонија | Н        | Али Илбер )            |
| 11  | Северна Македонија | Н        | Ерсен Сали             |
| 16  | Северна Македонија | Н        | Зоран Мисирдовски      |
| 20  | Северна Македонија | Н        | Ивица Јовановски       |
| 20  | Северна Македонија | Н        | Амир Демири            |